# Äquidistanz (Kartografie)

Die Äquidistanz ist die mit h bezeichnete Höhe

Als Äquidistanz bezeichnet man in der Kartografie den Höhenunterschied zwischen zwei benachbarten Höhenlinien. Je nach Neigung des Geländes und Maßstab der Karte werden unterschiedliche Äquidistanzen eingesetzt. Je kleiner die Äquidistanz, desto dichter liegen die Höhenlinien in der Karte und desto exakter wird die Geländekontur darin abgebildet. Typische Äquidistanzen können 10, 20, 50 oder 100 Meter sein. 
Üblicherweise wird versucht, eine einheitliche Äquidistanz auf dem Kartenblatt einzusetzen, um eine vergleichbare Wahrnehmung der Geländekonturen zu erreichen – dichtere Höhenlinien bedeuten steileres Gelände. Enthält das Kartenbild jedoch sowohl bergige als auch flache Bereiche, werden in letzteren zusätzliche Höhenlinien eingeschoben, damit die Dichte der Höhenlinien hier nicht zu gering wird und die Geländekontur noch hinreichend genau abgebildet werden kann. Diese zusätzlichen Höhenlinien werden häufig grafisch abgesetzt, etwa durch Strichelung oder geringere Breite.